# 戴维·布朗宁
戴维·布朗宁（英語：David Greig Browning Jr.，1931年6月5日—1956年3月13日），美国跳水运动员，曾获得奥运冠军。他代表美国参加了1952年赫尔辛基夏季奥运会，并在弹板跳水项目取得金牌。之后，他因试图爬上旗杆偷窃奥林匹克旗帜被捕。
布朗宁在1950年9月7日与Corinne L. Couch结婚。于1953年1月于德州大学奥斯汀分校毕业，取得工商管理学位。在1955年6月，他在佛罗里达州彭萨科拉作为美国海军飞行员获得了飞行资格。1956年3月13日，他乘坐一架北美FJ Fury喷气式舰载战斗机进行训练飞行，飞机在堪萨斯州兰图尔附近坠毁，布朗宁身亡。此前，他原定被重新到洛杉矶为1956年夏季奥运会训练。
1975年，布朗宁入选位于佛罗里达州劳德代尔堡的国际游泳名人堂。他的父亲是他的教练与指导。